# 16 marzo (sencillo)
16 marzo es un sencillo del cantautor y rapero italiano Achille Lauro, publicado el 3 de abril de 2020.
La canción contó con la participación del DJ italiano Gow Tribe. También hay que destacar que el sencillo ha sido certificado Disco de Platino en Italia.

## Vídeoclip
El videoclip, que cuenta con la participación de la actriz Benedetta Porcaroli, se hizo público el 16 de abril de 2020 a través del canal de YouTube de la rapero

## Créditos
Músicos
- Achille Lauro – voz
- Marco Lancs – batería
- Gregorio Calculli – guitarra
- Gow Tribe - programación
- Frenetik & Orang3 - programación

Producción
- Achiiles Lauro – producción
- Gow Tribe – producción
- Frenetik & Orang3 – producción adicional
- Riccardo Kosmos – producción  adicional
- Marco Lancs – producción adicional
- Pino Pinaxa Pischetola – asistencia al mixer

## Posición en las listas
| Lista (2020)          | Posición |
| --------------------- | -------- |
| Italia iTunes         | 1        |
| Italia FIMI           | 9        |
| Luxemburgo iTunes Pop | 15       |
| Portugal iTunes Pop   | 22       |
| Eslovenia iTunes Pop  | 63       |

| Lista (2020) | Posición |
| ------------ | -------- |
| Italie       | 78       |